# Nvidia-GeForce-16-Serie

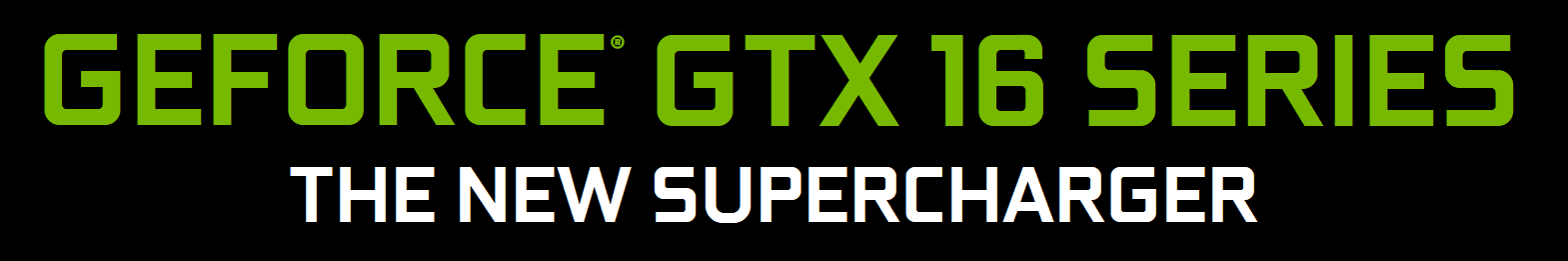
Logo der Nvidia-GeForce-16-Serie

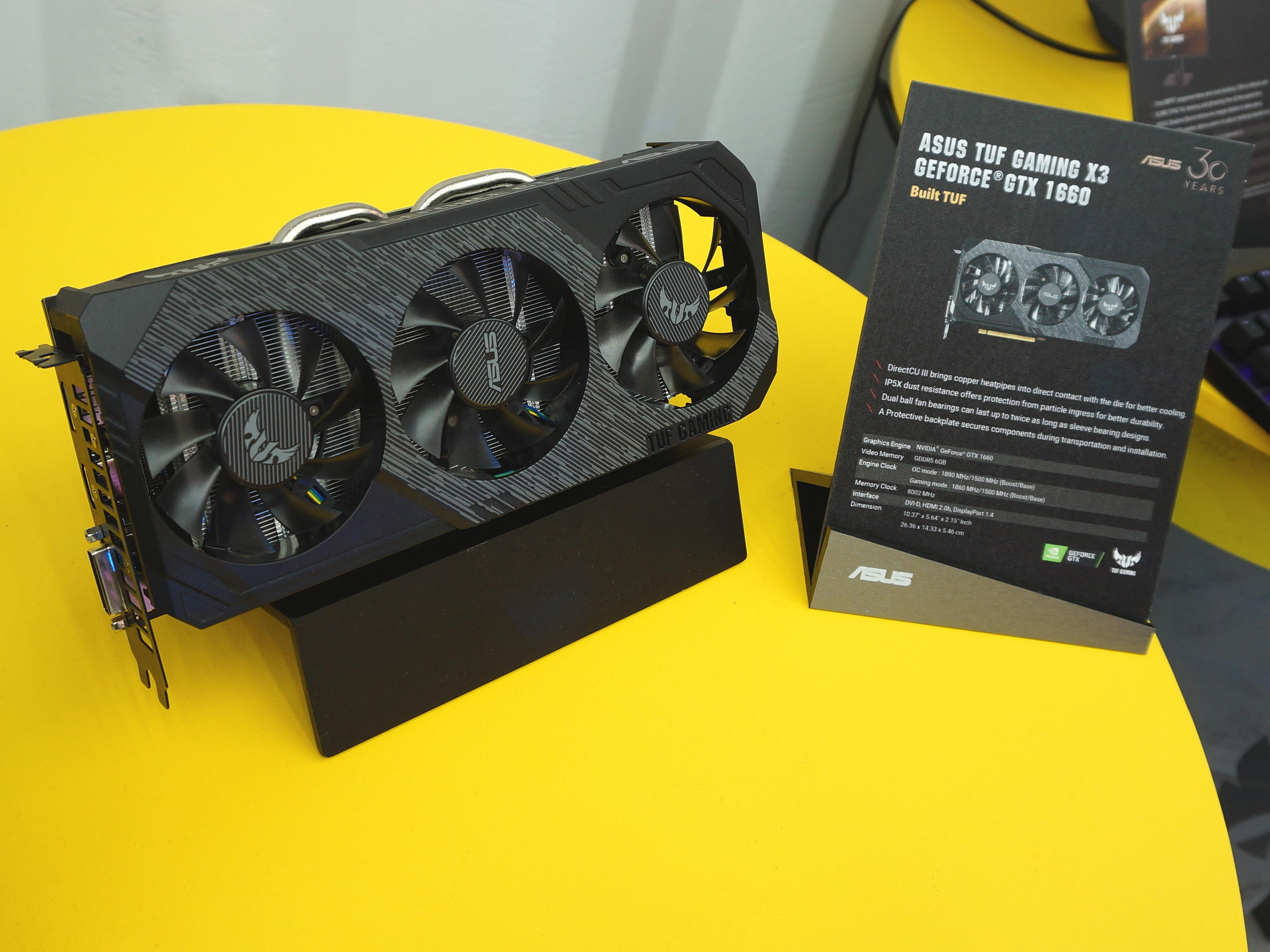
Nvidia GeForce GTX 1660 ASUS TUF Gaming X3

Die GeForce-16-Serie ist eine Serie von Grafikkarten des Unternehmens Nvidia und Nachfolger der GeForce-10-Serie. Die GeForce-16-Serie stellte eine Ergänzung im Einsteiger- und unteren Midrange- bzw. Mainstream-Markt zur GeForce-20-Serie dar (diese deckte selbst nur den gehobenen Midrange- und High-End- bzw. Enthusiastenmarkt ab) und basiert wie diese auf der Turing-Architektur. Trotz derselben Architektur verfügt die GeForce-16-Serie im Gegensatz zur GeForce-20-Serie über kein Hardware-beschleunigtes Echtzeit-Raytracing in Form von dedizierten Berechnungskernen. Im April 2019 veröffentlichte Nvidia allerdings ein Treiberupdate, das Raytracing-Unterstützung ab der GTX 1660 aktiviert.
Die GeForce-16-Serie wurde zusammen mit der GeForce-20-Serie von der GeForce-30-Serie abgelöst. Es war die letzte Grafikkartengeneration der GeForce-Reihe, die kein Hardware-beschleunigtes Raytracing unterstützt und deshalb unter dem Präfix GTX statt RTX vermarktet wurde.

## Datenübersicht

### Grafikprozessoren
| Grafik- chip | Fertigung  | Fertigung      | Fertigung   | Einheiten | Einheiten      | Einheiten      | Einheiten      | Einheiten         | L2- Cache | API-Support | API-Support | API-Support | API-Support | API-Support | Video- pro- zessor | Bus- Schnitt- stelle |
| Grafik- chip | Pro- zess  | Transis- toren | Die- Fläche | ROPs      | Unified-Shader | Unified-Shader | Unified-Shader | Textur- einheiten | L2- Cache | DirectX     | OpenGL      | OpenCL      | CUDA        | Vulkan      | Video- pro- zessor | Bus- Schnitt- stelle |
| Grafik- chip | Pro- zess  | Transis- toren | Die- Fläche | ROPs      | GPC            | SM             | ALUs           | Textur- einheiten | L2- Cache | DirectX     | OpenGL      | OpenCL      | CUDA        | Vulkan      | Video- pro- zessor | Bus- Schnitt- stelle |
| ------------ | ---------- | -------------- | ----------- | --------- | -------------- | -------------- | -------------- | ----------------- | --------- | ----------- | ----------- | ----------- | ----------- | ----------- | ------------------ | -------------------- |
| TU106        | TSMC 12 nm | 10,8 Mrd.      | 445 mm²     | 64        | 3              | 36             | 2304           | 144               | 4,0 MiB   | 12.2        | 4.6         | 3.0         | 7.5         | 1.3         | VP10               | PCIe 3.0 ×16         |
| TU116        | TSMC 12 nm | 06,6 Mrd.      | 284 mm²     | 48        | 3              | 24             | 1536           | 096               | 1,5 MiB   | 12.1        | 4.6         | 3.0         | 7.5         | 1.3         | VP10               | PCIe 3.0 ×16         |
| TU117        | TSMC 12 nm | 04,7 Mrd.      | 200 mm²     | 32        | 2              | 16             | 1024           | 064               | 1,0 MiB   | 12.1        | 4.6         | 3.0         | 7.5         | 1.3         | VP10               | PCIe 3.0 ×16         |

### Desktop-Modelldaten
| Marke \| Modell | Marke \| Modell | Offizieller Launch | Grafikprozessor (GPU) | Grafikprozessor (GPU) | Grafikprozessor (GPU) | Grafikprozessor (GPU) | Grafikprozessor (GPU) | Grafikprozessor (GPU) | Grafikprozessor (GPU) | Grafikspeicher  | Grafikspeicher | Grafikspeicher      | Grafikspeicher                 | Leistungsdaten             | Leistungsdaten             | Leistungsdaten | Leistungsdaten | Leistungsaufnahme | Leistungsaufnahme | Leistungsaufnahme |
| Marke \| Modell | Marke \| Modell | Offizieller Launch | Typ                   | Aktive Einheiten      | Aktive Einheiten      | Aktive Einheiten      | Aktive Einheiten      | Chiptakt              | Chiptakt              | Speicher- größe | Speicher- takt | Speicher- interface | Speicher- bandbreite (in GB/s) | Rechenleistung (in TFlops) | Rechenleistung (in TFlops) | Füllrate       | Füllrate       | MGCP              | Messwerte         | Messwerte         |
| Marke \| Modell | Marke \| Modell | Offizieller Launch | Typ                   | ROPs                  | SM                    | ALUs                  | Textur- einheiten     | Basis (MHz)           | Boost (MHz)           | Speicher- größe | Speicher- takt | Speicher- interface | Speicher- bandbreite (in GB/s) | 32 bit                     | 64 bit                     | Pixel (GP/s)   | Texel (GT/s)   | MGCP              | Idle              | 3D- Last          |
| --------------- | --------------- | ------------------ | --------------------- | --------------------- | --------------------- | --------------------- | --------------------- | --------------------- | --------------------- | --------------- | -------------- | ------------------- | ------------------------------ | -------------------------- | -------------------------- | -------------- | -------------- | ----------------- | ----------------- | ----------------- |
| GeForce GTX     | 1630            | 28. Juni 2022      | TU117                 | 16                    | 08                    | 0512                  | 32                    | 1740                  | 1785                  | 4 GiB GDDR6     | 1500 MHz       | 064 Bit             | 096                            | 1,83                       | 0,06                       | 28,6           | 057,1          | 075 W             | 04 W              | 049 W             |
| GeForce GTX     | 1650            | 23. Apr. 2019      | TU117                 | 32                    | 14                    | 0896                  | 56                    | 1485                  | 1665                  | 4 GiB GDDR5     | 2001 MHz       | 128 Bit             | 128                            | 2,98                       | 0,09                       | 53,3           | 093,2          | 075 W             | 05 W              | 071 W             |
| GeForce GTX     | 1650            | 1. Apr. 2020       | TU117                 | 32                    | 14                    | 0896                  | 56                    | 1410                  | 1590                  | 4 GiB GDDR6     | 1500 MHz       | 128 Bit             | 192                            | 2,85                       | 0,09                       | 50,9           | 089,0          | 075 W             | 06 W              | 073 W             |
| GeForce GTX     | 1650            | 18. Juni 2020      | TU106                 | 32                    | 14                    | 0896                  | 56                    | 1410                  | 1590                  | 4 GiB GDDR6     | 1500 MHz       | 128 Bit             | 192                            | 2,85                       | 0,09                       | 50,9           | 089,0          | 090 W             | k. A.             | k. A.             |
| GeForce GTX     | 1650            | 7. Juli 2020       | TU116                 | 32                    | 14                    | 0896                  | 56                    | 1410                  | 1590                  | 4 GiB GDDR6     | 1500 MHz       | 128 Bit             | 192                            | 2,85                       | 0,09                       | 50,9           | 089,0          | 080 W             | k. A.             | k. A.             |
| GeForce GTX     | 1650 Super      | 22. Nov. 2019      | TU116                 | 32                    | 20                    | 1280                  | 80                    | 1530                  | 1725                  | 4 GiB GDDR6     | 1500 MHz       | 128 Bit             | 192                            | 4,42                       | 0,14                       | 55,2           | 138,0          | 100 W             | 09 W              | 100 W             |
| GeForce GTX     | 1660            | 14. März 2019      | TU116                 | 48                    | 22                    | 1408                  | 88                    | 1530                  | 1785                  | 6 GiB GDDR5     | 2001 MHz       | 192 Bit             | 192                            | 5,03                       | 0,16                       | 85,7           | 157,1          | 120 W             | 09 W              | 115 W             |
| GeForce GTX     | 1660 Super      | 29. Okt. 2019      | TU116                 | 48                    | 22                    | 1408                  | 88                    | 1530                  | 1785                  | 6 GiB GDDR6     | 1750 MHz       | 192 Bit             | 336                            | 5,03                       | 0,16                       | 85,7           | 157,1          | 125 W             | 11 W              | 126 W             |
| GeForce GTX     | 1660 Ti         | 22. Feb. 2019      | TU116                 | 48                    | 24                    | 1536                  | 96                    | 1500                  | 1770                  | 6 GiB GDDR6     | 1500 MHz       | 192 Bit             | 288                            | 5,44                       | 0,17                       | 85,0           | 169,9          | 120 W             | 09 W              | 117 W             |

### Notebook-Modelldaten
| Marke \| Modell | Marke \| Modell | Offizieller Launch | Grafikprozessor (GPU) | Grafikprozessor (GPU) | Grafikprozessor (GPU) | Grafikprozessor (GPU) | Grafikprozessor (GPU) | Grafikprozessor (GPU) | Grafikprozessor (GPU) | Grafikspeicher  | Grafikspeicher | Grafikspeicher      | Grafikspeicher                 | Leistungsdaten             | Leistungsdaten             | Leistungsdaten | Leistungsdaten | MGCP  |
| Marke \| Modell | Marke \| Modell | Offizieller Launch | Typ                   | Aktive Einheiten      | Aktive Einheiten      | Aktive Einheiten      | Aktive Einheiten      | Chiptakt              | Chiptakt              | Speicher- größe | Speicher- takt | Speicher- interface | Speicher- bandbreite (in GB/s) | Rechenleistung (in TFlops) | Rechenleistung (in TFlops) | Füllrate       | Füllrate       | MGCP  |
| Marke \| Modell | Marke \| Modell | Offizieller Launch | Typ                   | ROPs                  | SM                    | ALUs                  | Textur- einheiten     | Basis (MHz)           | Boost (MHz)           | Speicher- größe | Speicher- takt | Speicher- interface | Speicher- bandbreite (in GB/s) | 32 bit                     | 64 bit                     | Pixel (GP/s)   | Texel (GT/s)   | MGCP  |
| --------------- | --------------- | ------------------ | --------------------- | --------------------- | --------------------- | --------------------- | --------------------- | --------------------- | --------------------- | --------------- | -------------- | ------------------- | ------------------------------ | -------------------------- | -------------------------- | -------------- | -------------- | ----- |
| GeForce GTX     | 1650            | 23. Apr. 2019      | TU117                 | 32                    | 16                    | 1024                  | 64                    | 1395                  | 1560                  | 4 GiB GDDR5     | 2001 MHz       | 128 Bit             | 128                            | 3,20                       | 0,10                       | 49,9           | 099,8          | 50 W  |
| GeForce GTX     | 1650            | 15. Apr. 2020      | TU117                 | 32                    | 16                    | 1024                  | 64                    | 1380                  | 1515                  | 4 GiB GDDR6     | 1500 MHz       | 128 Bit             | 192                            | 3,10                       | 0,10                       | 48,5           | 097,0          | 50 W  |
| GeForce GTX     | 1650 Ti         | 2. Apr. 2020       | TU117                 | 32                    | 16                    | 1024                  | 64                    | 1350                  | 1485                  | 4 GiB GDDR6     | 1500 MHz       | 128 Bit             | 192                            | 3,04                       | 0,10                       | 47,5           | 095,0          | 50 W  |
| GeForce GTX     | 1650 Ti         | 23. Apr. 2020      | TU116                 | 32                    | 16                    | 1024                  | 64                    | 1350                  | 1485                  | 4 GiB GDDR6     | 1500 MHz       | 128 Bit             | 192                            | 3,04                       | 0,10                       | 47,5           | 095,0          | 50 W  |
| GeForce GTX     | 1660 Ti         | 23. Apr. 2019      | TU116                 | 48                    | 24                    | 1536                  | 96                    | 1455                  | 1590                  | 6 GiB GDDR6     | 1500 MHz       | 192 Bit             | 288                            | 4,88                       | 0,15                       | 76,3           | 152,6          | k. A. |

| Marke \| Modell | Marke \| Modell | Offizieller Launch | Grafikprozessor (GPU) | Grafikprozessor (GPU) | Grafikprozessor (GPU) | Grafikprozessor (GPU) | Grafikprozessor (GPU) | Grafikprozessor (GPU) | Grafikprozessor (GPU) | Grafikspeicher  | Grafikspeicher | Grafikspeicher      | Grafikspeicher                 | Leistungsdaten             | Leistungsdaten             | Leistungsdaten | Leistungsdaten | MGCP  |
| Marke \| Modell | Marke \| Modell | Offizieller Launch | Typ                   | Aktive Einheiten      | Aktive Einheiten      | Aktive Einheiten      | Aktive Einheiten      | Chiptakt              | Chiptakt              | Speicher- größe | Speicher- takt | Speicher- interface | Speicher- bandbreite (in GB/s) | Rechenleistung (in TFlops) | Rechenleistung (in TFlops) | Füllrate       | Füllrate       | MGCP  |
| Marke \| Modell | Marke \| Modell | Offizieller Launch | Typ                   | ROPs                  | SM                    | ALUs                  | Textur- einheiten     | Basis (MHz)           | Boost (MHz)           | Speicher- größe | Speicher- takt | Speicher- interface | Speicher- bandbreite (in GB/s) | 32 bit                     | 64 bit                     | Pixel (GP/s)   | Texel (GT/s)   | MGCP  |
| --------------- | --------------- | ------------------ | --------------------- | --------------------- | --------------------- | --------------------- | --------------------- | --------------------- | --------------------- | --------------- | -------------- | ------------------- | ------------------------------ | -------------------------- | -------------------------- | -------------- | -------------- | ----- |
| GeForce GTX     | 1650 Max-Q      | 23. Apr. 2019      | TU117                 | 32                    | 16                    | 1024                  | 64                    | 1020                  | 1245                  | 4 GiB GDDR5     | 1751 MHz       | 128 Bit             | 112                            | 2,55                       | 0,08                       | 39,8           | 079,7          | 50 W  |
| GeForce GTX     | 1650 Max-Q      | 15. Apr. 2020      | TU117                 | 32                    | 16                    | 1024                  | 64                    | 0930                  | 1125                  | 4 GiB GDDR6     | 1250 MHz       | 128 Bit             | 160                            | 2,30                       | 0,07                       | 36,0           | 072,0          | 30 W  |
| GeForce GTX     | 1650 Ti Max-Q   | 2. Apr. 2020       | TU117                 | 32                    | 16                    | 1024                  | 64                    | 1035                  | 1200                  | 4 GiB GDDR6     | 1250 MHz       | 128 Bit             | 160                            | 2,46                       | 0,08                       | 38,4           | 076,8          | 50 W  |
| GeForce GTX     | 1660 Ti Max-Q   | 23. Apr. 2019      | TU116                 | 48                    | 24                    | 1536                  | 96                    | 1140                  | 1335                  | 6 GiB GDDR6     | 1500 MHz       | 192 Bit             | 288                            | 4,10                       | 0,13                       | 64,1           | 128,2          | k. A. |

## Rezeption

### GeForce GTX 1650
GameStar kritisierte die GeForce GTX 1650 in ihrem Test für ihr Preis-Leistungs-Verhältnis, da eine Radeon RX 570 deutlich günstiger und leistungsfähiger sei und doppelt so viel Grafikspeicher (8 statt 4 GB) biete. Gelobt wurde die GTX 1650 für ihre geringe Betriebslautstärke und niedrigen Temperaturen.

### GeForce GTX 1650 Super
Laut ComputerBase sei die GeForce GTX 1650 Super schneller als eine GeForce GTX 1060 und leistungstechnisch etwa mit einer Radeon RX 590 von AMD vergleichbar. Gelobt wurde die Leistung bei Spielen in Full-HD-Auflösung, ihre Energieeffizienz und die niedrigen Betriebstemperaturen. Kritisiert wurde der Grafikspeicher von nur 4 GB, der selbst in dieser Preisklasse zu knapp bemessen und für hohe Texturdetails in modernen Spielen zu gering sei.

### GeForce GTX 1660 Super
Im Review von PC Gamer wurde die GeForce GTX 1660 Super für ihr Preis-Leistungs-Verhältnis gelobt, da sie leistungsfähiger sei als alles, was AMD in derselben Preisklasse zur damaligen Zeit zu bieten hatte und zudem weniger Strom benötige.